# Wereldkampioenschap rally in 1991
Het Wereldkampioenschap rally in 1991 was de negentiende jaargang van het Wereldkampioenschap rally (internationaal het World Rally Championship), georganiseerd door de Fédération Internationale de l'Automobile (FIA).